# Romano (cognome)
Romano è un cognome italiano.

## Origine e diffusione
Ha come base il toponimo Roma. Si tratta di uno dei cognomi più diffusi in Italia, specie al Sud.

## Persone
- Fabrizio Romano, attore italiano (Palermo, n. 1974)
- Felice Romano, attore italiano (Poggibonsi, n. 1900 - Roma, † 1959)
- Francesco Romano, attore e regista italiano (Messina, n. 1968)